# Kazimiera Iłłakowiczówna
Kazimiera Iłłakowiczówna (Vilnius, 1892. augusztus 6. – Poznań, 1983. február 16.) lengyel költő, író, dramaturg, műfordító.

## Élete
Anyja, Barbara Iłłakowiczówna házasságon kívüli kapcsolatából született Vilnában. Apja, Klemens Zan ügyvéd házasságban élt és nem ismerte el apaságát. Nagyapja Tomasz Zan költő, Adam Mickiewicz barátja volt. Édesanyja kétéves korában elhunyt, ekkortól rokonoknál nevelkedett.
1908-1909 között Oxfordban tanult, majd 1910-től 1914-ig a krakkói Jagelló Egyetem hallgatója volt. Franciául, németül, angolul, oroszul és magyarul is megtanult beszélni. 1910-11-ben részt vett a híres egyetemi sztrájkban. 1915-től 1917-ig ápolóként szolgált az I. világháborús orosz hadseregben. 1918-ban a Külügyminisztériumban kezdett dolgozni. 1926 és 1935 között Józef Piłsudski titkára volt, Piłsudski halála után visszakerült a Külügyminisztériumba. Az 1936 és 1938 közötti években előadásokat tartott Európa szerte Piłsudski marsallról. Az ebben az időben alkotott irodalmi műveit különféle lapokban közölte, többek között az 1927-1939 közötti időben Poznańban kiadott Szivárvány (lengyelül: Tęcza) címűben.
A két világháború közötti korszakban Varsó irodalmi életének fontos alakja volt. Fiatal korában a feminizmus, majd a modernizmus hatott rá. Ettől függetlenül hívő volt, aki mélyen kötődött a keresztény lelkiséghez. Baráti köréhez tartozott Stanisław Ignacy Witkiewicz író, filozófus, Julian Tuwim költő, író és Maria Dąbrowska regény- és drámaíró, esszéista.
1937. november 21. és december eleje között magyarországi körúton járt, Piłsudskiról tartott előadásokat Debrecenben, Nyíregyházán, Pécsett, Szegeden, Budapesten és Sopronban. A Magyar Mickiewicz Társaság irodalmi, kulturális egyesület nevében Csekey István üdvözölte a szegedi egyetem aulájában november 29-én. A Társaság az általa alapított Mickiewicz-emlékéremmel tüntette ki.
1939-ben Erdélybe költöztették, Kolozsvárott töltötte a második világháború éveit. Ekkor fordította lengyel nyelvre Ady Endre és Jékely Zoltán verseit, s Adam Bahdajjal közösen Tamási Áron Ábel a rengetegben című regényét.
1947-ben tért vissza Lengyelországba és Poznańban telepedett le. Elsősorban európai klasszikusokat fordított (Goethe, Tolsztoj), de az aktuális politikai fejleményekre is érzékeny maradt. 1956-ban, a poznańi munkásfelkelés (Poznański Czerwiec) idején írta a Meglőtték a szívemet Poznańban (Rozstrzelano moje serce w Poznaniu) című versét.
Egy rosszul sikerült műtét következményeként élete utolsó éveire megvakult.

## Fordítás
- Ez a szócikk részben vagy egészben a Kazimiera Iłłakowiczówna című lengyel Wikipédia-szócikk ezen változatának fordításán alapul.  Az eredeti cikk szerkesztőit annak laptörténete sorolja fel. Ez a jelzés csupán a megfogalmazás eredetét és a szerzői jogokat jelzi, nem szolgál a cikkben szereplő információk forrásmegjelöléseként.

## Külső hivatkozások
- Két verse Cséby Géza fordításában csebygeza.hu
- Kolozsvári emlékek című írása a Korunk c. folyóiratban korunk.org
- Ady Endre: A magyar ugaron (lengyel-magyar) magyarulbabelben.net